# Wilhelmsburger Krankenhaus Groß-Sand

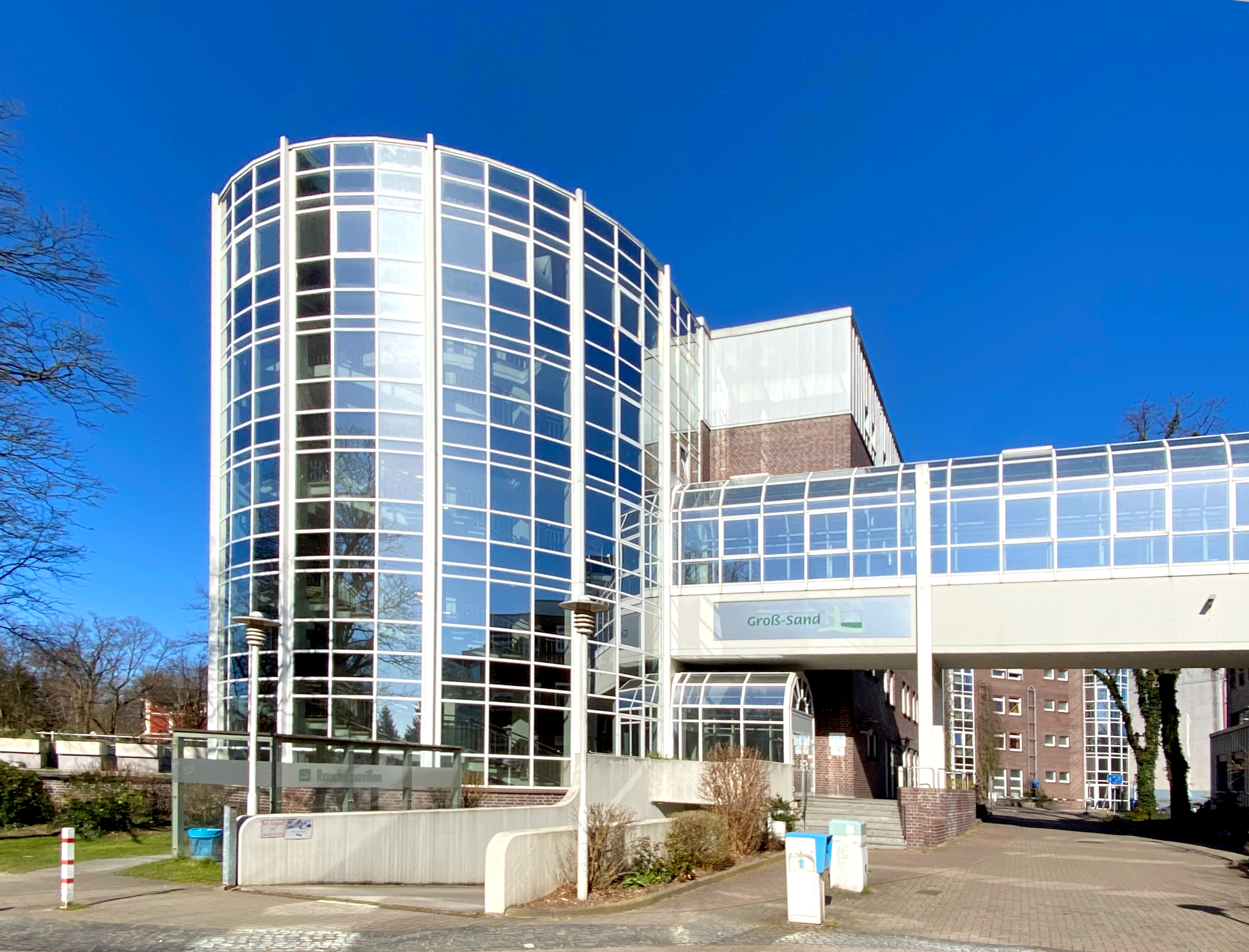
Krankenhaus Groß-Sand

Das Wilhelmsburger Krankenhaus Groß-Sand ist ein Krankenhaus in freigemeinnütziger Trägerschaft in Hamburg-Wilhelmsburg und ein Akademisches Lehrkrankenhaus der Universität Hamburg. Träger ist die katholische Pfarrei St. Maximilian Kolbe.

## Geschichte
Mit der Industrialisierung Hamburgs kamen viele Arbeiter auf die bis dahin ländliche Insel Wilhelmsburg. Sie wurden vor allem aus der preußischen Provinz Posen angeworben und waren vorwiegend katholisch und polnischsprachig. Eines der größten Unternehmen Wilhelmsburgs war die 1889 gegründete Wollkämmerei am Reiherstieg. Sie unterhielt ein Betriebskrankenhaus, das bei Luftangriffen 1944 völlig zerstört wurde.
1948 stellte die katholische Kirchengemeinde St. Bonifatius ein Grundstück bereit und baute mit staatlicher Förderung ein neues 70-Betten-Krankenhaus. Es wurde das erste freigemeinnützige Krankenhaus in Hamburg nach dem Zweiten Weltkrieg. Das neue Krankenhaus wurde im Januar 1950 eingeweiht. Die Pflege übernahmen Katharinenschwestern, die aus Ostpreußen geflüchtet waren.
Steigende Bevölkerungszahlen sowie eine sich ständig verbessernde medizinische Versorgung erforderten eine Erweiterung der Kapazitäten und so wurde die Bettenzahl im Jahr 1958 auf 159 erhöht.
Seit 2017 wird das Zentrum für Notfall- und Akutmedizin in Kooperation mit dem Marienkrankenhaus in Hohenfelde betrieben. 2020 wurde die bis dahin an das Krankenhaus angeschlossene Krankenpflegeschule Groß-Sand geschlossen. Die praktischen Ausbildungsplätze im Krankenhaus blieben dabei erhalten, der Theorieteil wird an der Schule für Gesundheits- und Krankenpflege Hamburg (SGKH) in Hammerbrook unterrichtet.
Bis 2022 war die katholische Kirchengemeinde St. Bonifatius Träger des Krankenhauses. Mit der Zusammenlegung der katholischen Gemeinden südlich der Elbe (S. Bonifatius, St. Maria und St. Joseph in Harburg, sowie Heilig Kreuz in Neugraben) zu einer neuen Pfarrei St. Maximilian Kolbe ging auch die Trägerschaft auf die neue Pfarrgemeinde über.
Im Mai 2025 wurde die Schließung des Krankenhauses bis 2026 aufgrund von Unwirtschaftlichkeit beschlossen. Das Gelände soll an die Stadt Hamburg verkauft werden, die hier ein verkleinertes medizinisches Versorgungsangebot für den Stadtteil entwickeln will.

## Fachgebiete
Das Krankenhaus Groß-Sand ist mit 209 stationären und 20 tagesklinischen Betten im Hamburger Krankenhausplan aufgenommen. Es leistet die medizinische Grund- und Regelversorgung für mehrere Fachgebiete; es bietet 20 tagesklinische Behandlungsplätze und eine Intensivstation. Im Jahr 2010 wurden 5866 Patienten stationär und 11928 Patienten ambulant behandelt.
Das Wilhelmsburger Krankenhaus Groß-Sand verfügt über 8 Fachabteilungen:
- Klinik für Innere Medizin (Gastroenterologie, Kardiologie, Neurologie, Stoffwechsel)
- Klinik für Allgemein-, Viszeral-, Thorax, Unfall- und Gefäßchirurgie
- Klinik für Orthopädie
- Klinik für Anästhesie und Intensivmedizin
- Zentrum für Geriatrie
- Zentrum für Neurologisch-neurochirurgische Frührehabilitation
- Zentrum für Notfall- und Akutmedizin

Außerdem stehen im Wilhelmsburger Krankenhaus Groß-Sand verschiedene ambulante Angebote, eine Tagesklinik, therapeutische Teams und eine Radiologie zur Verfügung.